# Syndrome d'insensibilité aux androgènes
Pour les articles homonymes, voir SIA.
 Mise en garde médicale
Le syndrome d'insensibilité aux androgènes (IA ou SIA), parfois appelé syndrome du testicule féminisant (STF), est une forme d'intersexuation en rapport avec une absence ou une anomalie de fonctionnement des récepteurs tissulaires aux androgènes.
En cas d’absence totale de récepteurs des androgènes, le phénotype est féminin pour des personnes de génotype masculin (XY). Les organes génitaux externes sont typiquement féminins avec absence d’utérus et la présence d'organes génitaux internes masculins (testicules).
Les anomalies de fonctionnement de ces récepteurs se traduisent par une grande variété d’expressions cliniques allant de l’ambiguïté sexuelle à la naissance à une azoospermie découverte lors de l’exploration d’un couple infertile.
Diverses maladies sont dues à l'insensibilité partielle aux androgènes, s'exprimant sous différentes formes, le syndrome de Reifenstein, le syndrome de Lub, le syndrome de Golberg-Maxwell et le syndrome de Morris.
C'est en un sens l'intersexuation inverse de l'hyperplasie congénitale des surrénales dans sa forme associant caryotype sexuel XX et organes génitaux externes typiquement masculins avec stérilité.

## Historique
La première description en a été faite en 1953. Le syndrome était autrefois appelé le « testicule féminisant » ou « pseudohermaphrodisme masculin ».

## Description
Le syndrome est causé par une déficience des récepteurs à androgènes dans tout le corps, y compris le cerveau. Cette absence de récepteurs empêche la testostérone d'agir. La cause serait une mutation du gène du récepteur aux androgènes (ce qui est un syndrome lié à l'X). En l'absence des récepteurs correspondants, la testostérone produite par les testicules ne peut masculiniser les tissus, ce qui aboutit, à l'issue de la période gestationnelle, à un individu d'apparence féminine.
Toutefois, lors de la puberté, étant donné que le testicule fabrique quand même l'hormone de régression müllérienne, il ne peut y avoir de développement pubertaire typiquement masculin, mais pas non plus de développement de l'utérus, d'ovaires, et donc d'apparition de règles.
Ces personnes sont infertiles. Néanmoins, la presse a rapporté le cas rare d'une Britannique, probablement sujette au syndrome (et donc d'une personne de sexe chromosomique masculin), qui, dotée d'un micro-utérus, a pu enfanter par voie de césarienne après un traitement aux œstrogènes, grâce à un don d'ovocytes et une fécondation in vitro. Dans quelques cas, l'anatomie d'une personne de caryotype sexuel XY, avec le syndrome, lui permet de porter un enfant et de manifester une fertilité féminine (en tant que gestatrice) avec assistance médicale, bien qu'il ne puisse pas s'agir de son enfant biologique, alors qu'il est strictement impossible qu'elle ait des facultés reproductives masculines.
Les insensibilités aux androgènes se divisent en trois types : syndrome d'insensibilité complète aux androgènes (SICA), syndrome d'insensibilité partielle aux androgènes (SIPA) et syndrome d'insensibilité légère aux androgènes (SILA).

### Syndrome d'insensibilité complète aux androgènes (SICA)
Les personnes porteuses du syndrome d'insensibilité complète aux androgènes (SICA) ont un génotype masculin, plus précisément de caryotype 46,XY , mais un phénotype typiquement féminin à la naissance. L'incidence est estimée entre 1/20 000 et 1/99 000 naissances vivantes de garçons. À la puberté il n'y a ni développement des pilosités axillaire et pubienne, ni apparition de règles. Le développement mammaire est normal (féminin). Aucun utérus n'est trouvé en échographie. Les gonades, en l'occurrence des testicules, sont souvent en position inguinale (cryptorchidie), mimant une hernie inguinale bilatérale (qui se révèle être ce syndrome dans 1 % des cas chez les adolescents), voire dans les grandes lèvres. Le vagin peut, quelquefois, être un peu court, et pour des relations sexuelles harmonieuses (si elle le souhaite), la personne peut se voir proposer deux techniques : la première est l'élargissement du vagin à l'aide d'instruments adaptés ; la seconde est la vaginoplastie, chirurgie qui consiste à rallonger le vagin à l'aide d'une auto-greffe.
Ces personnes présentent aussi un très fort taux de testostérone plasmatique. C'est souvent à l'occasion d'un bilan de stérilité que l'affection est découverte. La testostérone circulante ne pouvant pas agir sur les tissus et le testicule fabriquant suffisamment d'œstrogènes, ceux-ci favoriseront l'expression des caractères sexuels secondaires féminins, assurant le développement des seins et des hanches.
Ces personnes sont dépourvues de corpuscule de Barr, ce qui a conduit certaines d'entre elles à être exclues des compétitions sportives avant l'abandon de cette méthode en 1992.

### Insensibilité partielle
Différents tableaux sont possibles :
- l'aspect est principalement féminin avec des gonades souvent en position inguinale, voire dans des « grandes lèvres », un clitoris augmenté ou une fusion des petites lèvres mais avec présence d'un sinus urogénital où vagin et urètre sont séparés ;
- l'aspect peut être principalement masculin avec un hypospadias, un aspect normal des organes génitaux externes, ou un pénis de taille normale avec cryptorchidie, ou encore un micropénis avec scrotum bifide.

Dans certains cas, il existe une ambiguïté génitale et physique avec une gynécomastie à la puberté, une impossibilité de faire la différence entre un pénis court et un clitoris développé, ou une fusion des grandes lèvres ou « scrotum bifide », impossible également à différencier.

### Insensibilité légère
Il s'agit alors d'un sujet masculin assigné présentant une virilisation faible à la puberté avec parfois une gynécomastie.

## Diagnostic

### Clinique
Le diagnostic d’insensibilité totale aux androgènes est basé sur la clinique et la biologie. Les autres types d’insensibilité aux androgènes reposent sur les constatations cliniques et la notion d’histoire familiale.
Dans les formes partielles ou légères d’insensibilité aux androgènes, les femmes porteuses ont souvent une puberté retardée et/ou une pilosité pubienne ou axillaire moins dense. Il existe également un certain degré de déminéralisation osseuse.

### Biologique
Le taux de testostérone est normal ou augmenté. La LH est élevée. La FSH est à un taux normal ou un peu élevée et la concentration d'œstradiol est également augmentée.
Lors de la stimulation pharmacologique par l’HCG, la réponse de la testostérone est normale.

### Génétique
Le caryotype est de type XY. Le séquençage du gène AR permet de retrouver dans 99 % des cas une mutation dans les formes complètes d’insensibilité totale aux androgènes. Ces mutations peuvent être de novo (environ la moitié des cas) ou se transmettre héréditairement, le caractère étant récessif. La fréquence de la mutation est inconnue dans les formes partielles d’insensibilité.
Plus de 800 mutations ont été décrites sur le gène du récepteur, protéine évaluée à 110 kDa.

## Diagnostic différentiel
Ce sont :
- les pseudo-hermaphrodismes masculins par anomalie endocrinienne ;
- les dysgénésies gonadiques ;
- l'hypospadias ;
- un défaut de virilisation.

## Statut des personnes concernées

### Reconnaissance en tant que femmes
En règle générale, comme les personnes atteintes du syndrome d'insensibilité complète aux androgènes sont extérieurement difficiles à distinguer des femmes de caryotype XX, elles sont plus traitées comme des femmes à part entière, et, malgré leur caryotype sexuel, c'est très clairement ce genre que la société leur accorde plus facilement et spontanément. Souvent, leur identité de genre tend davantage au féminin.
Toutefois, peu après la découverte de ce syndrome, la possibilité pour des femmes atteintes de SICA de participer aux compétitions sportives a été débattue. Les défenseurs des femmes insensibles aux androgènes argumentent que le principal avantage d'être un homme passant pour une femme résiderait dans l'apport en force de la testostérone. Or justement, les personnes atteintes de SICA ne tirent aucun bénéfice de la testostérone, alors que des femmes de caryotype XX, notamment dopées à la testostérone, bénéficient d'un avantage. Au début du XXIe siècle, le Comité international olympique est encore en train de réfléchir aux critères d'un test du sexe des athlètes.
De manière paradoxale, les femmes atteintes de SICA, tout en étant plus grandes que la moyenne féminine en général, développent plus souvent à l'extrême les traits physiques jugés « féminins » et ont tendance à avoir et conserver l'apparence physique d'une femme ou fille mince plus ou moins jeune voire prépubère, ce qui leur donne souvent une grande correspondance avec les stéréotypes de beauté féminine. Elles ont à ce titre la réputation d'être surreprésentées parmi les mannequins. Si, d'une part, toute femme atteinte de SICA n'a cependant pas forcément le potentiel pour être mannequin, d'autre part la proportion exacte est impossible à estimer, car même les célébrités diagnostiquées peuvent préférer garder cette information privée.
Quelques-unes se sont toutefois déclarées, comme Eden Atwood. Les spéculations sur les personnalités qui auraient pu être atteintes du syndrome bien avant sa découverte abondent. Par exemple dans le cas de Jeanne d'Arc ce syndrome pourrait expliquer qu'elle n'avait jamais de règles, mais cette absence de règles est une information extrêmement douteuse, et ce genre de spéculation peut relever de préjugés misogynes (ceux qui refusent d'admettre qu'une femme ait joué un rôle aussi important dans une guerre pensent que Jeanne d'Arc était de sexe masculin ou ambigu).. 
La chanteuse Sheila (Annie Chancel) serait aussi atteinte de ce syndrome selon un grand nombre de médecins, qui auraient cité son opération comme une réussite,  mais la chanteuse  l'a toujours réfuté, on peut le comprendre par sa maternité, pourtant soupçonnée de factice...

### Reconnaissance en tant qu'hommes
En cas d'insensibilité partielle (SIPA), les personnes concernées peuvent, en fonction du tableau diagnostique, être reconnues en tant qu'hommes. Lorsque le sexe assigné est masculin, une réparation de l'hypospadias et une orchidopexie pour les testicules non descendus est recommandée.

### Prise en charge
Dans les cas d'insensibilité totale, le risque de cancers à long terme dus à la cryptorchidie incite les équipes médicales à proposer une gonadectomie après la puberté pour l'éviter. Ce risque est faible avant l'âge adulte mais peut atteindre 33 % après l'âge de 50 ans. Le fait de laisser les gonades en place jusqu'à l'âge adulte permet à la puberté de démarrer naturellement. Dans le cas contraire, le déclenchement de la puberté ne peut être provoquée que par la prise d'œstrogène,. Ceci implique une augmentation du risque de cancer du sein. La Société canadienne du cancer indique, sur la base de l'étude Women's Health Initiative (WHI) Study, que le risque de cancer augmente de 1 % pour chaque année de prise d’œstrogène.

## Maladie apparentée
L'expansion d'un triplet CAG[pas clair] répété (> 38 CAG) dans le gène AR est responsable de la maladie de Kennedy.

## Épidémiologie
L'atteinte concerne une naissance d'enfant au génotype XY sur 20 000 à 100 000,, selon les sources.

## Personnes notables ayant ce syndrome
Plusieurs activistes qui militent pour les droits des personnes intersexes sont atteintes de ce syndrome :
- Sean Saifa Wall
- Small Luk
- Tony Briffa
- Pidgeon Pagonis a reçu ce diagnostic dans son enfance, mais celui-ci a été remis en question en 2020[19]

- María José Martínez Patiño (1961-), coureuse de haies espagnole.
- Sheila, chanteuse (Annie Chancel) d'après des médecins bien que celle-ci affirmera que c'est une rumeur lancée par son impressario (qui aurait affirmé que sa protégée était en fait "un homme" et ne pouvait avoir d'enfant) et un journaliste...

## Référence dans la culture populaire
Le syndrome apparaît dans Urgences (épisode Joyeux Halloween, saison 3, épisode 5) ainsi que dans Masters of Sex (épisode Fight, saison 2, épisode 3).
Dans Dr House (épisode Confusion des genres, saison 2, épisode 13), la façon dont le protagoniste évoque la maladie a été dénoncée par une association de défense des personnes intersexuées : en effet, House parle de la patiente (qui se reconnait comme femme) en disant « il », et le spectateur peut croire que cela est forcément la bonne manière de parler d'une personne atteinte de ce syndrome, alors qu'il s'agit d'une plaisanterie de mauvais goût du docteur.